# Hybrid Theory
Hybrid Theory (укр. «Теорія Гібридів»)  — дебютний студійний альбом американського рок-гурту Linkin Park, що вийшов 24 жовтня 2000 року на лейблі Warner Bros. Records. Альбом мав величезний комерційний успіх, отримавши статус діамантового. Тільки у Сполучених Штатах, станом на 2010 рік, було продано понад 11 мільйонів копій, де він посів друге місце в Billboard 200, а також досягнув високих позицій в інших чартах в усьому світі.
Альбом було записано на NRG Recording Studios в Північному Голлівуді, штат Каліфорнія, та спродюсовано Доном Гілмором. Ліричні теми альбому стосуються проблем, із якими стикнувся вокаліст Честер Беннінгтон у свої підліткові роки, зокрема зловживання наркотиками, насильство в сім'ї та розлучення батьків. Назва «Hybrid Theory» походить від попередньої назви гурту, а також від концепції теорії музики та поєднання різних стилів.
Чотири пісні з альбому вийшли як сингли: «One Step Closer», «Crawling», «Papercut» та «In the End», всі чотири мали успіх у різних хіт-парадах і принесли гурту велику популярність. Особливий комерційний успіх мав останній сингл гурту «In the End», який зайняв другу позицію в чарті Billboard Hot 100. Пісні «With You», «Points of Authority» та «Runaway» хоча і не виходили як сингли, але, завдяки успіху альбому і випущених синглів, був популярним на радіо альтернативної музики. На 44-й церемонії «Греммі» Hybrid Theory був номінований на премію «Найкращий рок-альбом». Платівку занесено до списку «Тисяча і один музичний альбом, який ви маєте прослухати, перш ніж помрете». Спеціальне видання Hybrid Theory вийшло 11 березня 2002, майже через півтора року після виходу оригіналу. Загалом було продано 30 мільйонів копій в усьому світі, що робить його найкращим дебютним альбомом 21-го століття. 30 липня 2002 року вийшов реміксовий альбом Reanimation, який включає ремікси на всі пісні з Hybrid Theory.
14 червня 2014 року на Download Festival гурт вперше за свою історію виконав весь трек-лист альбому на одному концерті.

## Передісторія

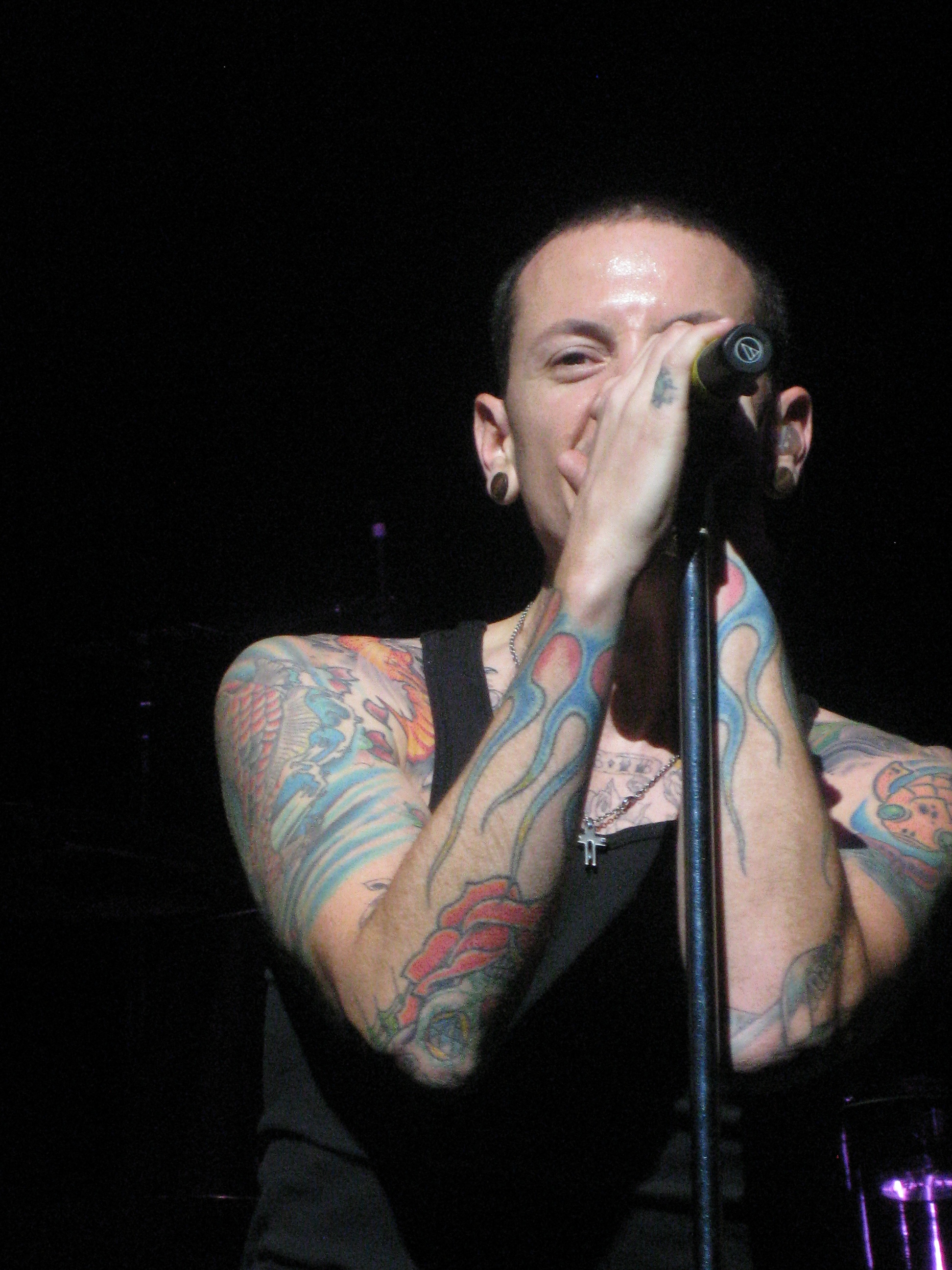
Честер Беннінгтон, «остання частина пазла для гурту».

Гурт Linkin Park сформувався у 1996 році в Південній Каліфорнії. SuperXero було першою назвою гурту (пізніше змінилося на Xero), до якого входили Майк Шинода, його шкільні друзі Бред Делсон і Роб Бурдон, сусід Делсона по кімнаті в університетському гуртожитку Девід Фаррел і друг із коледжу Шиноди Джо Хан. Пізніше до них приєднався Марк Вейкфільд. Після відмов багатьох лейблів від контракту, Вейкфілд покинув гурт, вирішивши, що у Xero немає майбутнього. У той же час Фаррел залишив гурт, щоб вирушити у гастрольний тур з іншим своїм гуртом Tasty Snax.
Xero зайнялися пошуком нового вокаліста: вони відіслали свій демо-запис Джеффу Блю з Zomba Music, який працював з ними до цього, і попросили надіслати її кому-небудь. 20 березня 1999 року коли Блю подзвонив до Аризони колишньому вокалісту гурту Grey Daze, Честеру Беннінгтону, щоб розповісти йому про Xero, той святкував свій 23-й день народження. Наступного дня, отримавши запис, Беннінгтон одразу вирушив до студії, записав, змонтував вокал і передзвонив Джеффу. Він прокрутив йому і музикантам касету із записом по телефону. Його голос справив на них сильне враження, його було запрошено на прослуховування, після чого прийнято в гурт. Як згадує Делсон, «[Беннінгтон] дійсно був свого роду останньою частиною пазла […] Ми ніде не бачили нічого подібного до його талату». Секстет змінив свою назву на Hybrid Theory і випустив однойменний міні-альбом. Для того, щоб уникнути судових розглядів з валлійським електронним музичним гуртом Hybrid, вони змінюють свою назву на Lincoln Park. А щоб придбати своє доменне ім'я в інтернеті, гурт змінює назву з зайнятого Lincoln Park на Linkin Park. Протягом 1999 року Linkin Park регулярно виступав у клубі Лос-Анджелес «Whisky a Go Go».

## Написання та запис
Музика, яка в підсумку потрапила на альбом, була написана ще в 1999 році як демо-запис, що складався з 9 треків. Свої демо-треки гурт надіслав більшості великих лейблів і декільком незалежним лейблам, але всі вони відмовилися видавати повноцінний альбом. Однак попри велику кількість відмов, в 1999 році гурт все-таки підписав контракт з Warner Bros. Records, багато в чому завдяки постійним рекомендаціям Джеффа Блю, який приєднався до лейблу після відставки з Zomba Music. Запис альбому почався на початку 2000 року, в Північному Голлівуді, на студії NRG Recordings, і тривав 4 тижні.
Попри те, що знайти продюсера для дебютного альбому нового гурта було досить складно, Linkin Park все-таки змогли залучити до співпраці Дона Гілмора. Зведенням треків зайнявся Енді Уоллес. У порівнянні з попередніми версіями треків, реп-куплети Шиноди зазнали значних змін, в той час як більшість приспівів практично не змінилися. Через відсутність бас-гітаристів Девіда Фаррела і Кайла Крістнера, які брали участь у записі міні-альбому Hybrid Theory EP, гурту довелося запросити Скотта Козіола і Яна Хорнбека для заміни. Однак в більшості треків басові партії грав Бред Делсон. Спільно з Linkin Park над музикою до пісні «With You» також працювали The Dust Brothers.
Тексти пісень для альбому написали Беннінгтон і Шинода, ґрунтуючись на ранніх записах гурту, які були зроблені разом з колишнім вокалістом Марком Вейкфілдом. Шинода характеризував тексти альбому як інтерпретацію універсальних почуттів, емоцій і переживань, а також як «щоденні почуття, про які ви говорите і думаєте». На початку 2002 року, в інтерв'ю журналу Rolling Stone, Беннінгтон розповів про написання пісень:
|                           | Легко впасти в стан «бідний я, бідний», ось звідки беруться пісні на кшталт «Crawling»: я більше не можу терпіти себе. Але ця пісня і про взяття відповідальності за свої дії. Я не кажу «ти» при будь-якому зручному випадку. Ця пісня про те, що я - причина своїх нинішніх почуттів. Усередині мене є щось, що тягне мене на дно.Оригінальний текст (англ.) [It's easy to fall into that thing — 'poor, poor me', that's where songs like 'Crawling' come from: I can't take myself. But that song is about taking responsibility for your actions. I don't say 'you' at any point. It's about how I'm the reason that I feel this way. There's something inside me that pulls me down.] Помилка: [undefined] Помилка: {{Lang}}: немає тексту (допомога): не вказано код мови (допомога) |
| — Rolling Stone, 2002 рік | |

## Зміст
Записуючи Hybrid Theory, Linkin Park надихала творчість різних гуртів. Стиль співу Беннінгтона знаходиться під впливом таких виконавців, як Depeche Mode і Stone Temple Pilots, а рифи і техніка гри гітариста Бреда Делсона натхненна Deftones, Guns N' Roses, U2 і The Smiths. Реп Майка Шиноди, який присутній на семи композиціях, дуже близький до стилю The Roots. Тексти пісень насамперед зачіпають проблеми Беннінгтона, які виникли у нього в період юності, а саме: жорстоке поводження, постійне і надмірне зловживання наркотиками і алкоголем, розлучення його батьків, ізоляція, розчарування і почуття після невдалих відносин. Стилістично альбом відносять до ню-металу, реп-металу та альтернативного металу.
У кінцевому підсумку 4 пісні з альбому вийшли як сингли. «One Step Closer» — перший сингл і другий трек на альбомі. Музика в пісні починається з гітарних рифів і електронної перкусії, а потім, під час бриджу, стає важчою: починають звучати спотворені ефектом дисторшн гітари і швидша гра на ударних. Фраза «Shut up when I'm talking to you!», яку Беннігтон кілька разів кричить в бриджі, принесла гурту погану репутацію серед музичних критиків, хоча Тайлер Фішер з сайту sputnikmusic.com зазначив, що «на відміну від більшості сучасних ню-метал гуртів, „Shut up“ — найгрубіші слова, які можна почути на альбомі». Знімання музичного відео для пісні відбувалося в метро Лос-Анджелеса. Незабаром після виходу, «One Step Closer» стала одним з головних хітів гурту і отримала постійну ротацію на MTV, а також на багатьох інших музичних каналах.
Другим синглом з альбому стала пісня «Crawling». За словами Беннінгтона, на написання «Crawling» надихнули його власні враження про жорстоке поводження з дітьми — фізичне насильство, розлучення батьків та подальша втрата самооцінки. Ця концепція повторюється у музичному відео, в якому дівчину (Кейтлін Розаасен) б'є її батько, і її можна побачити на початку відео з кількома видимими синцями. 2002 року пісня виграла «Греммі» в номінації «Найкраще хард-рок-виконання».
Пісня «Papercut» стала третім синглом з альбому. У пісні розповідається про людину, яка страждає параноєю. У музичному відео показаний гурт, що виконує пісню в коридорі, навпроти погано освітлених кімнат, на стінах яких видряпані слова з пісні. У цьому відео були зображені різні надприродні істоти, а також для створення окремих сцен, на кшталт «подовжених» пальців Майка або «витягнутого» Роба, були використані спецефекти.
Четвертим і останнім синглом стала пісня «In The End». Тематика пісні заснована на особистій невдачі людини. Вважається, що пісня символізує закінчення відносин, хоча вона також може зображати обмануту довіру в довготривалій дружбі. 2002 року за це відео гурт отримав MTV Video Music Award в номінації «Найкраще рок-відео».
«Points of Authority», четвертий трек в альбомі, має своє відео, яке можна знайти на Frat Party at the Pankake Festival, першому DVD гурту (на даному DVD також можна знайти відео на ранню версію «Cure for the Itch», яке триває 55 секунд). Барабанщик Роб Бурдон описує процес запису пісні:
|  | Бред написав цей риф, потім пішов додому. Майк вирішив розрізати його на різні частини і переставити їх на комп'ютері [...] Бреду довелося вчити свою власну партію з комп'ютера.Оригінальний текст (англ.) [Brad wrote this riff, then went home. Mike decided to cut it up into different pieces and rearranged them on the computer [...] Brad had to learn his own part from the computer.] Помилка: [undefined] Помилка: {{Lang}}: немає тексту (допомога): не вказано код мови (допомога) |

Що стосується пісні, Делсон похвалив майстерність Шиноди, схарактеризувавши його як «генія» з талантом «Трента Резнора».

## Реакція критиків
Hybrid Theory отримав загалом позитивні відгуки від критиків. Стефані Дікінсон з PopMatters зазначила, що Linkin Park були «набагато складніші і талановитіші, ніж інші хард-рок гурти останніх часів», і стверджувала, що «вони будуть продовжувати дивувати нас і кидати виклик стандартам музики». Журнал Q дав альбому 4 з 5 зірок. Роберт Крістгау з The Village Voice у своїй рецензії написав, що «люди не знають, про що розуміють розумні хлопці», і дав альбому дві зірки (заохочувальний відгук), назвавши треки «Papercut» і «Points of Authority» головними треками альбому. Дженні Еліску з Rolling Stone дала альбому дві з половиною зірки і прокоментувала, що Hybrid Theory мав «таку ж силу, як альбоми Limp Bizkit або Korn», і назвала його альбомом, який «відображає розчарування життям». Сайт Sputnikmusic дав альбому 3 з 5 зірок, сказавши, що «Hybrid Theory виділяється, як визначальний мейнстримний альбом на рубежі століть, і не без причини», але назвав гітарні рифи на альбомі занадто м'якими і неоригінальними. Вільям Рульман, рецензент AllMusic, дав альбому 3 з 5 зірок, написавши, що «Linkin Park звучать немов новачки в уже перевареному музичному стилі», і назвав пісню «One Step Closer» «типовою роботою», вказуючи на текст пісні. На ірландському сайті entertainment.ie альбому дали 3 з 5 зірок, сказавши, що «їх [Linkin Park] агресивне поєднання металу і репу вже завоювало їм багатьох фанатів, і легко зрозуміти, чому: вони добре виглядають, вони можуть багато чого сказати про себе, і вони пишуть гучні, шалені пісні які легко запам'ятовуються». На сайті прийшли до висновку, що Hybrid Theory був гідним дебютом, але Linkin Park повинні продовжувати розширювати свій кругозір. Йохан Віпсон з Melodic похвалив продюсерську творчість Дона Гілмора і назвав альбоми «руйнівними та сердитим, але завжди з добре керованим мелодійним почуттям повсюди».
А от журнал New Musical Express більш негативно висловилися про альбом, сказавши, що Hybrid Theory — звичайний рок-\метал-альбом, який не відрізняється особливою оригінальністю.

## Досягнення
Hybrid Theory опинилася в декількох «обов'язкових» списках, які були складені різними музичними виданнями, сайтами та іншими засобами масової інформації. 2012 року Rock Sound назвав Hybrid Theory найкращим сучасним класичним альбомом останніх 15 років. 2013 року онлайн-магазин Loudwire заніс Hybrid Theory до списку кращих дебютних хард-рок-альбомів. Нижче представлений список найвідоміших нагород і номінацій альбому:
| Видання                                  | Країна          | Досягнення                                                             | Рік  | Ранг |
| ---------------------------------------- | --------------- | ---------------------------------------------------------------------- | ---- | ---- |
| The Village Voice                        | США             | Pazz & Jop                                                             | 2001 | 159  |
| Classic Rock                             | Велика Британія | The 100 Greatest Rock Albums of All-Time                               | 2005 | 72   |
| Зала слави рок-н-ролу                    | США             | The Definitive 200                                                     | 2007 | 84   |
| 1001 Albums You Must Hear Before You Die | США             | 1001 Albums You Must Hear Before You Die                               | 2006 | *    |
| Record Collector                         | Велика Британія | Best of 2001                                                           | 2001 | *    |
| Rock Sound                               | Франція         | Les 150 Albums De La Génération (The top 150 Albums of the Generation) | 2006 | 58   |
| Rock Sound                               | США             | 101 Modern Classic Albums of the last 15 years                         | 2012 | 1    |
| Rock Hard                                | Німеччина       | The 500 Greatest Rock & Metal Albums of All Time                       | 2005 | 421  |
| Kerrang!                                 | Велика Британія | 50 best rock albums of the 2000s                                       | 2014 | 8    |

## Список композицій
| #     | Назва                 | Автор                                 | Тривалість |
| ----- | --------------------- | ------------------------------------- | ---------- |
| 1.    | «Papercut»            | Linkin Park                           | 3:04       |
| 2.    | «One Step Closer»     | Linkin Park                           | 2:35       |
| 3.    | «With You»            | Linkin Park, Майкл Сімпсон, Джон Кінг | 3:23       |
| 4.    | «Points of Authority» | Linkin Park                           | 3:20       |
| 5.    | «Crawling»            | Linkin Park                           | 3:29       |
| 6.    | «Runaway»             | Linkin Park, Марк Уейкфілд            | 3:03       |
| 7.    | «By Myself»           | Linkin Park                           | 3:09       |
| 8.    | «In the End»          | Linkin Park                           | 3:36       |
| 9.    | «A Place for My Head» | Linkin Park, Марк Уейкфілд            | 3:04       |
| 10.   | «Forgotten»           | Linkin Park, Марк Уейкфілд            | 3:14       |
| 11.   | «Cure for the Itch»   | Linkin Park                           | 2:37       |
| 12.   | «Pushing Me Away»     | Linkin Park                           | 3:11       |
| 37:45 |                       |                                       |            |

| Бонусні композиції Special Edition | Бонусні композиції Special Edition                     | Бонусні композиції Special Edition | Бонусні композиції Special Edition |
| #                                  | Назва                                                  | Автор                              | Тривалість                         |
| ---------------------------------- | ------------------------------------------------------ | ---------------------------------- | ---------------------------------- |
| 1.                                 | «Papercut» (Live at London Docklands Arena)            | Linkin Park                        | 3:13                               |
| 2.                                 | «Points of Authority» (Live at London Docklands Arena) | Linkin Park                        | 3:30                               |
| 3.                                 | «A Place for My Head» (Live at London Docklands Arena) | Linkin Park, Марк Уейкфілд         | 3:11                               |
| 4.                                 | «My December»                                          | Майк Шинода                        | 4:20                               |
| 5.                                 | «High Voltage»                                         | Linkin Park                        | 3:45                               |

| Бонусні композиції японського видання | Бонусні композиції японського видання | Бонусні композиції японського видання | Бонусні композиції японського видання |
| #                                     | Назва                                 | Автор                                 | Тривалість                            |
| ------------------------------------- | ------------------------------------- | ------------------------------------- | ------------------------------------- |
| 13.                                   | «My December»                         | Майк Шинода                           | 4:20                                  |
| 14.                                   | «High Voltage»                        | Linkin Park                           | 3:45                                  |
| 15.                                   | «One Step Closer» (кліп)              | Linkin Park                           | 2:55                                  |

| Бонусні композиції iTunes | Бонусні композиції iTunes               | Бонусні композиції iTunes | Бонусні композиції iTunes |
| #                         | Назва                                   | Автор                     | Тривалість                |
| ------------------------- | --------------------------------------- | ------------------------- | ------------------------- |
| 13.                       | «My December»                           | Майк Шинода               | 4:22                      |
| 14.                       | «High Voltage»                          | Linkin Park               | 3:47                      |
| 15.                       | «Papercut» (записаний вживу на BBC One) | Linkin Park               | 3:09                      |

| Бонусні композиції iTunes Store Deluxe Edition 2013 | Бонусні композиції iTunes Store Deluxe Edition 2013 | Бонусні композиції iTunes Store Deluxe Edition 2013 | Бонусні композиції iTunes Store Deluxe Edition 2013 |
| #                                                   | Назва                                               | Автор                                               | Тривалість                                          |
| --------------------------------------------------- | --------------------------------------------------- | --------------------------------------------------- | --------------------------------------------------- |
| 13.                                                 | «High Voltage» (вживу)                              | Linkin Park                                         | 3:38                                                |
| 14.                                                 | «My December»                                       | Майк Шинода                                         | 4:19                                                |
| 15.                                                 | «Points of Authority» (The Crystal Method ремікс)   | Linkin Park                                         | 4:56                                                |
| 16.                                                 | «Papercut» (Live at Milton Keynes)                  | Linkin Park                                         | 3:50                                                |

| Бонусні композиції на вінілі 2013 | Бонусні композиції на вінілі 2013 | Бонусні композиції на вінілі 2013 | Бонусні композиції на вінілі 2013 |
| #                                 | Назва                             | Автор                             | Тривалість                        |
| --------------------------------- | --------------------------------- | --------------------------------- | --------------------------------- |
| 1.                                | «One Step Closer»                 | Linkin Park                       | 2:39                              |
| 2.                                | «My December»                     | Майк Шинода                       | 4:21                              |

| Hybrid Theory – Live at Download Festival 2014 | Hybrid Theory – Live at Download Festival 2014 | Hybrid Theory – Live at Download Festival 2014 | Hybrid Theory – Live at Download Festival 2014 |
| #                                              | Назва                                          | Автор                                          | Тривалість                                     |
| ---------------------------------------------- | ---------------------------------------------- | ---------------------------------------------- | ---------------------------------------------- |
| 1.                                             | «Papercut»                                     | Linkin Park                                    | 3:13                                           |
| 2.                                             | «One Step Closer»                              | Linkin Park                                    | 3:13                                           |
| 3.                                             | «With You»                                     | Linkin Park, Майкл Сімпсон, Джон Кінг          | 3:34                                           |
| 4.                                             | «Points of Authority»                          | Linkin Park                                    | 5:00                                           |
| 5.                                             | «Crawling»                                     | Linkin Park                                    | 3:29                                           |
| 6.                                             | «Runaway»                                      | Linkin Park, Марк Уейкфілд                     | 3:16                                           |
| 7.                                             | «By Myself»                                    | Linkin Park                                    | 3:24                                           |
| 8.                                             | «In the End»                                   | Linkin Park                                    | 3:40                                           |
| 9.                                             | «A Place for My Head»                          | Linkin Park, Марк Уейкфілд                     | 3:44                                           |
| 10.                                            | «Forgotten»                                    | Linkin Park, Марк Уейкфілд                     | 3:26                                           |
| 11.                                            | «Cure for the Itch»                            | Linkin Park                                    | 2:50                                           |
| 12.                                            | «Pushing Me Away»                              | Linkin Park                                    | 3:29                                           |

## Учасники запису
| - Честер Беннінгтон — вокал - Майк Шинода — реп, ритм-гітара, клавіші, фортепіано - Бред Делсон — соло-гітара, бас-гітара - Джо Хан — ді-джей, семпл, програмування - Роб Бурдон — ударні, перкусія - Ян Хорнбек — бас-гітара (на треках 1, 9 і 10) - Скотт Козіол — бас-гітара (на One Step Closer) - Марк Уейкфілд — написання слів (на треках 6, 9 і 10) - The Dust Brothers — секвенсер, семпл | - Френк Меддокс — графічний дизайн - Джеймс Мінчайн III — фотографія - Майк Шинода — малюнок солдата, ескізи, малюнки - Джо Хан — ескізи, малюнки - Дон Гілмор — продюсер, звукорежисер - Джефф Блю — виконавчий продюсер - Стів Сіско — звукорежисер - Джон Евінг мол. — додатковий звукорежисер, Pro Tools - Метт Гріффін — асистент звукорежисера - Енді Уоллес — зведення - Брайан Гарднер — мастерінг, цифрове редагування |

## Чарти
| Чарт (2001—2002)                                     | Найвища позиція |
| ---------------------------------------------------- | --------------- |
| Австралія Australian Albums (ARIA)                   | 2               |
| Australian Alternative Albums (ARIA)                 | 1               |
| Australian Heavy Rock & Metal Albums (ARIA)          | 5               |
| Австрія Austrian Albums (Ö3 Austria)                 | 2               |
| Бельгія Belgian Albums (Ultratop Flanders)           | 3               |
| Бельгія Belgian Albums (Ultratop Wallonia)           | 13              |
| Канада Canadian Albums (Billboard)                   | 5               |
| Данія Danish Albums (Hitlisten)                      | 4               |
| Нідерланди Dutch Albums (MegaCharts)                 | 13              |
| European Albums (Music & Media)                      | 4               |
| Фінляндія Finnish Albums (Suomen virallinen lista)   | 4               |
| Франція French Albums (SNEP)                         | 17              |
| Німеччина German Albums (Offizielle Top 100)         | 2               |
| Greek Albums (IFPI)                                  | 8               |
| Угорщина Hungarian Albums (MAHASZ)                   | 4               |
| Ірландія Irish Albums (IRMA)                         | 6               |
| Італія Italian Albums (FIMI)                         | 2               |
| Japanese Albums (Oricon)                             | 19              |
| Нова Зеландія New Zealand Albums (Recorded Music NZ) | 1               |
| Норвегія Norwegian Albums (VG-lista)                 | 5               |
| Польща Polish Albums (ZPAV)                          | 10              |
| Portuguese Albums (AFP)                              | 5               |
| Шотландія Scottish Albums (OCC)                      | 4               |
| Spanish Albums (AFYVE)                               | 15              |
| Швеція Swedish Albums (Sverigetopplistan)            | 4               |
| Швейцарія Swiss Albums (Schweizer Hitparade)         | 5               |
| Велика Британія UK Albums (OCC)                      | 4               |
| Велика Британія UK Rock & Metal Albums (OCC)         | 1               |
| США Billboard 200                                    | 2               |

| Чарт (2017)                                          | Найвища позиція |
| ---------------------------------------------------- | --------------- |
| Австралія Australian Albums (ARIA)                   | 2               |
| Австрія Austrian Albums (Ö3 Austria)                 | 6               |
| Канада Canadian Albums (Billboard)                   | 10              |
| Хорватія Croatian Foreign Albums (IFPI)              | 39              |
| Чехія Czech Albums (ČNS IFPI)                        | 11              |
| Данія Danish Albums (Hitlisten)                      | 8               |
| Фінляндія Finnish Albums (Suomen virallinen lista)   | 8               |
| Німеччина German Albums (Media Control)              | 11              |
| Ірландія Irish Albums (IRMA)                         | 4               |
| Італія Italian Albums (FIMI)                         | 9               |
| Нова Зеландія New Zealand Albums (Recorded Music NZ) | 5               |
| Норвегія Norwegian Albums (VG-lista)                 | 17              |
| Польща Polish Albums (ZPAV)                          | 24              |
| Шотландія Scottish Albums (OCC)                      | 5               |
| Swiss Albums (Romandie)                              | 9               |
| Швейцарія Swiss Albums (Schweizer Hitparade)         | 8               |
| Велика Британія UK Albums (OCC)                      | 4               |
| Велика Британія UK Rock & Metal Albums (OCC)         | 1               |
| США Billboard 200                                    | 8               |
| США Top Alternative Albums (Billboard)               | 3               |
| США Top Catalog Albums (Billboard)                   | 1               |
| США Top Hard Rock Albums (Billboard)                 | 1               |
| США Top Rock Albums (Billboard)                      | 2               |
| 6                                                    |                 |

| Чарт (2020)                                | Найвища позиція |
| ------------------------------------------ | --------------- |
| Australian Albums (ARIA)                   | 1               |
| Бельгія Belgian Albums (Ultratop Wallonia) | 8               |
| Угорщина Hungarian Albums (MAHASZ)         | 3               |
| Португалія Portuguese Albums (AFP)         | 2               |
| США Top Tastemaker Albums (Billboard)      | 10              |

| Чарт (2021)                         | Найвища позиція |
| ----------------------------------- | --------------- |
| Croatian International Albums (HDU) | 22              |

| Чарт (2001)                                       | Позиція |
| ------------------------------------------------- | ------- |
| Australian Albums (ARIA)                          | 15      |
| Austrian Albums (Ö3 Austria)                      | 6       |
| Belgian Albums (Ultratop Flanders)                | 8       |
| Belgian Albums (Ultratop Wallonia)                | 92      |
| Belgian Alternative Albums (Ultratop Flanders)    | 3       |
| Canadian Albums (Nielsen SoundScan)               | 11      |
| Canadian Metal Albums (Nielsen SoundScan)         | 4       |
| Danish Albums (Hitlisten)                         | 68      |
| Dutch Albums (Album Top 100)                      | 47      |
| European Albums (Music & Media)                   | 4       |
| French Albums (SNEP)                              | 111     |
| German Albums (Offizielle Top 100)                | 4       |
| Irish Albums (IRMA)                               | 12      |
| Italian Albums (FIMI)                             | 33      |
| New Zealand Albums (RMNZ)                         | 1       |
| Swedish Albums (Sverigetopplistan)                | 3       |
| Swedish Albums & Compilations (Sverigetopplistan) | 4       |
| Swiss Albums (Schweizer Hitparade)                | 29      |
| UK Albums (OCC)                                   | 13      |
| US Billboard 200                                  | 6       |
| Worldwide Albums (IFPI)                           | 1       |

| Чарт (2002)                                       | Позиція |
| ------------------------------------------------- | ------- |
| Australian Albums (ARIA)                          | 19      |
| Austrian Albums (Ö3 Austria)                      | 23      |
| Belgian Albums (Ultratop Flanders)                | 39      |
| Belgian Albums (Ultratop Wallonia)                | 52      |
| Belgian Alternative Albums (Ultratop Flanders)    | 20      |
| Canadian Albums (Nielsen SoundScan)               | 27      |
| Canadian Alternative Albums (Nielsen SoundScan)   | 6       |
| Danish Albums (Hitlisten)                         | 43      |
| Dutch Albums (Album Top 100)                      | 53      |
| European Albums (Music & Media)                   | 20      |
| French Albums (SNEP)                              | 68      |
| German Albums (Offizielle Top 100)                | 45      |
| New Zealand Albums (RMNZ)                         | 11      |
| Swedish Albums (Sverigetopplistan)                | 58      |
| Swedish Albums & Compilations (Sverigetopplistan) | 80      |
| Swiss Albums (Schweizer Hitparade)                | 30      |
| UK Albums (OCC)                                   | 85      |
| US Billboard 200                                  | 5       |
| Worldwide Albums (IFPI)                           | 28      |

| Чарт (2003)                                 | Позиція |
| ------------------------------------------- | ------- |
| Australian Heavy Rock & Metal Albums (ARIA) | 16      |
| Belgian Albums (Ultratop Flanders)          | 89      |
| Belgian Albums (Ultratop Wallonia)          | 100     |
| US Catalog Albums (Billboard)               | 5       |

| Чарт (2004)                                 | Позиція |
| ------------------------------------------- | ------- |
| Belgian Midprice Albums (Ultratop Wallonia) | 37      |
| US Catalog Albums (Billboard)               | 6       |

| Чарт (2007)                                 | Позиція |
| ------------------------------------------- | ------- |
| Belgian Midprice Albums (Ultratop Wallonia) | 50      |
| UK Albums (OCC)                             | 228     |
| US Catalog Albums (Billboard)               | 32      |

| Чарт (2008)                   | Позиція |
| ----------------------------- | ------- |
| US Catalog Albums (Billboard) | 40      |

| Чарт (2014)                   | Позиція |
| ----------------------------- | ------- |
| US Billboard 200              | 158     |
| US Catalog Albums (Billboard) | 12      |

| Чарт (2017)                       | Позиція |
| --------------------------------- | ------- |
| Australian Albums (ARIA)          | 78      |
| Italian Albums (FIMI)             | 87      |
| UK Albums (OCC)                   | 87      |
| US Alternative Albums (Billboard) | 16      |
| US Billboard 200                  | 178     |
| US Catalog Albums (Billboard)     | 37      |
| US Hard Rock Albums (Billboard)   | 3       |
| US Top Rock Albums (Billboard)    | 20      |

| Чарт (2018)                       | Позиція |
| --------------------------------- | ------- |
| US Alternative Albums (Billboard) | 10      |
| US Billboard 200                  | 171     |
| US Hard Rock Albums (Billboard)   | 7       |
| US Top Rock Albums (Billboard)    | 21      |

| Чарт (2019)                        | Позиція |
| ---------------------------------- | ------- |
| Belgian Albums (Ultratop Flanders) | 87      |
| US Alternative Albums (Billboard)  | 14      |
| US Hard Rock Albums (Billboard)    | 10      |
| US Top Rock Albums (Billboard)     | 41      |

| Чарт (2020)                        | Позиція |
| ---------------------------------- | ------- |
| Belgian Albums (Ultratop Flanders) | 100     |
| Belgian Albums (Ultratop Wallonia) | 145     |
| German Albums (Offizielle Top 100) | 100     |
| Hungarian Albums (MAHASZ)          | 68      |
| US Alternative Albums (Billboard)  | 13      |
| US Hard Rock Albums (Billboard)    | 5       |
| US Top Rock Albums (Billboard)     | 31      |

| Чарт (2021)                        | Позиція |
| ---------------------------------- | ------- |
| Belgian Albums (Ultratop Flanders) | 125     |
| Belgian Albums (Ultratop Wallonia) | 182     |
| Portuguese Albums (AFP)            | 44      |
| US Billboard 200                   | 196     |
| US Top Rock Albums (Billboard)     | 25      |

| Чарт (2022)                        | Позиція |
| ---------------------------------- | ------- |
| Belgian Albums (Ultratop Flanders) | 102     |
| Belgian Albums (Ultratop Wallonia) | 156     |
| Portuguese Albums (AFP)            | 16      |

| Чарт (2023)                        | Позиція |
| ---------------------------------- | ------- |
| Belgian Albums (Ultratop Flanders) | 70      |
| Belgian Albums (Ultratop Wallonia) | 133     |
| German Albums (Offizielle Top 100) | 95      |
| Hungarian Albums (MAHASZ)          | 94      |
| US Billboard 200                   | 183     |

| Чарт (2000—2009)         | Позиція |
| ------------------------ | ------- |
| Australian Albums (ARIA) | 95      |
| UK Albums (OCC)          | 78      |
| US Billboard 200         | 11      |

| Чарт (2010—2019)      | Позиція |
| --------------------- | ------- |
| UK Vinyl Albums (OCC) | 100     |

## Сертифікації та продажі
| Регіон | Сертифікація   | Продажі    |
| --- | -------------- | ---------- |
| Аргентина (CAPIF) | Платиновий     | 60 000^    |
| Австралія (ARIA) | 5× Платиновий  | 350 000^   |
| Австрія (IFPI Austria) | Платиновий     | 50 000*    |
| Бельгія (BEA) | 2× Платиновий  | 100 000*   |
| Бразилія (ABPD) | Платиновий     | 250 000*   |
| Канада (Music Canada) | 5× Платиновий  | 500 000^   |
| Данія (IFPI Denmark) | 5× Платиновий  | 100 000    |
| Фінляндія (IFPI Finland) | Платиновий     | 62,629     |
| Франція (SNEP) | Платиновий     | 200 000*   |
| Німеччина (BVMI) | 3× Платиновий  | 900 000    |
| Угорщина (Mahasz) | Платиновий     |            |
| Італія (FIMI) продажі з 2009 року | 2× Платиновий  | 100 000    |
| Японія (RIAJ) | Платиновий     | 200 000^   |
| Malaysia | —              | 300,000    |
| Мексика (AMPROFON) | Платиновий     | 150 000^   |
| Нідерланди (NVPI) | Платиновий     | 80 000^    |
| Нова Зеландія (RIANZ) | 5× Платиновий  | 75 000^    |
| Польща (ZPAV) | Платиновий     | 70 000*    |
| Португалія | —              | 70,000     |
| Сінгапур (RIAS) | Платиновий     | 10 000*    |
| Іспанія (PROMUSICAE) | Платиновий     | 100 000^   |
| Швеція (IFPI Sweden) | Платиновий     | 80 000^    |
| Швейцарія (IFPI Switzerland) | Платиновий     | 50 000^    |
| Велика Британія (BPI) | 6× Платиновий  | 1 800 000  |
| США (RIAA) | 12× Платиновий | 12 000 000 |
| Підсумки |                |            |
| Європа (IFPI) | 4× Платиновий  | 4 000 000* |
| *продажі, що базуються лише на сертифікаціях · ^відвантаження, що базуються лише на сертифікаціях · продажі+прослуховування, що базуються лише на сертифікаціях |                |            |